# Nāḩiyat Markaz Ra's al ‘Ayn
Nāḩiyat Markaz Ra's al ‘Ayn (arabiska: ناحية مركز رأس العين) är ett subdistrikt i Syrien.   Det ligger i provinsen al-Hasakah, i den nordöstra delen av landet, 500 km nordost om huvudstaden Damaskus.
Trakten runt Nāḩiyat Markaz Ra's al ‘Ayn består till största delen av jordbruksmark. Runt Nāḩiyat Markaz Ra's al ‘Ayn är det ganska tätbefolkat, med 179 invånare per kvadratkilometer.